# 兰斯代尔号驱逐舰 (DD-426)
兰斯代尔号驱逐舰（英語：USS Lansdale，舷号：DD-426），是美国海军于第二次世界大战前夕建造的一艘班森级驱逐舰，其舰名取自在第二次萨摩亚内战中阵亡的菲利普·兰斯代尔上尉。兰斯代尔号驱逐舰主要于大西洋和地中海海域服役，先后完成多次护航反潜任务，她于1944年4月20日在护航途中被德国空军击沉，是唯一一艘在地中海海域损失的班森级驱逐舰。
该舰由兰斯代尔上尉的遗孀埃塞尔·S·兰斯代尔（Ethel S. Lansdale）夫人冠名，于1938年12月19日在波士顿海军造船厂铺设龙骨，随后于1939年10月30日下水。1940年9月17日，兰斯代尔号在马萨诸塞州波士顿正式服役。

## 装备与设计
早期班森级驱逐舰的船体与辛姆斯级驱逐舰相似，但尺寸的提升使得该舰可额外负载50至60吨。为避免局部受损导致全舰瘫痪，班森级配备了两套锅炉与烟囱系统，为该级明显特征。兰斯代尔号服役时装备有5座单装主炮、6座.50口径机枪、2座五联装鱼雷发射管和2条深水炸弹导轨，随着战事的推进，1941年，该舰后部鱼雷发射管被替换为36英寸（910）探照灯平台，原24英寸（610）探照灯则被去除以添置4座机枪。同一时期，舰上反潜火力也获得了提升。1943年，3号主炮塔被拆除用以添置2座双联装博福斯40毫米高射炮和改造探照灯平台，.50口径机枪则全数被厄利孔20毫米机炮替代。

## 服役历史

### 1941年
在完成船员训练与试航调整后，兰斯代尔号于1941年1月18日启程前往加勒比地区执行中立巡航任务，随后又造访了古巴、维尔京群岛、马提尼克、英属西印度群岛等地，最终于3月6日返回波士顿。她之后在大西洋沿岸完成了护航训练，并于6月末自南卡罗来纳州查尔斯顿出发护送运输船前往纽芬兰阿真舍海军基地。6月30日，兰斯代尔号离开阿真舍前往冰岛执行中立巡航。此后的数个月间，她又完成了3次该航线的护航任务。美国正式参战后，她于12月15日自华尔峡湾返航美国本土，最终于24日抵达波士顿。

### 1942年
1942年1月22日至27日，兰斯代尔号先后护送7批运输船自纽约前往基韦斯特。2月1日，她又赶往缅因州卡斯柯湾为胡蜂号航空母舰提供飞机指引。此后的6个月间，她往返于美国东岸、冰岛、加勒比地区、巴拿马运河、墨西哥湾等地执行护航与反潜任务。该系列任务期间，她也于5月8至21日短暂护送萨凡纳号与朱诺号两艘轻巡洋舰前往波多黎各和百慕大地区。
8月9日，兰斯代尔号加入哈利法克斯至北爱尔兰的船团，18日，舰队抵达利萨哈里。27日，她护送苏格兰格里诺克的船队返回纽约。随后，她又执行了一次类似护航任务。10月10日至21日，她参与了阿肯色號戰艦的护航任务，随后于11月2日随第38特遣舰队护送由29艘各式船只组成的UGF 2船团前往北非。11月18日，舰队抵达摩洛哥萨非，兰斯代尔号随即开始在萨非至卡萨布兰卡航线与格里维斯号驱逐舰一起巡逻。12月22日，她与其他5艘护航船只一起护送41艘运输船返回纽约。

### 1943年
1943年1月10日，兰斯代尔号抵达纽约，随后进行了为期20天的大修。30日，她再次出发护送船队前往北爱尔兰。2月9日，舰队在德里与英国第42护航船队合并。15日，兰斯代尔号离开船队前往护送UC 1船团自英国本岛前往英属西印度群岛。23日，船队在亚速尔群岛海域遭遇由6至10艘潜艇组成的德国“狼群战术”攻击队并因此出现3艘运输船沉没、2艘受创的损失。袭击期间，兰斯代尔号使用反潜武器发起数次反击，但未能确定是否取得战果，2天后，她使用5英寸主炮命中了一艘正在下潜的U型潜艇。零星的袭击一直持续到27日，但船队在护航船只的保护下并没有出现更多的损失。
3月3日，兰斯代尔号抵达特立尼达的西班牙港，随后于8日或9日前往荷属安的列斯库拉索执行多项护航任务。3月20日至10月6日，她又参与了8次加勒比至英国航线护航、3次库拉索至纽约航线护航和数次前往波多黎各及维尔京群岛的定期运输护航。此后，兰斯代尔号再次前往卡萨布兰卡并于11月3日至12月17日返回弗吉尼亚州诺福克。

### 1944年
1944年1月13日，兰斯代尔号再次护送船队前往北非。2月1日，舰队抵达卡萨布兰卡，2日，她即启程前往瓦赫兰和阿尔及尔，最终于10日抵达突尼斯。在完成护送布鲁克林号轻巡洋舰前往阿尔及尔的任务后，兰斯代尔号于14日转移至意大利波佐利，参与将在安齐奥滩头展开的攻势。此后一段时间，她参加了多次猎潜行动并在首次那不勒斯至安齐奥沿岸炮击任务中保护费城号轻巡洋舰。3月22日，兰斯代尔号启程返航并最终于26日抵达瓦赫兰。
4月10日，兰斯代尔号离开瓦赫兰前往加入由60艘商船和6艘坦克登陆舰组成的UGS 37船团，护送其完成诺福克至比塞大航程的最后部分。11日晚23时30分，船团于阿尔及利亚本古特角（Cape Bengut）附近遭遇16至25架德军轰炸机突袭。此后的一个小时内，轰炸机群使用鱼雷、声导炸弹等手段发动攻击，但因烟幕与防空火力网而未能击沉任何舰只。在损失4架飞机后，德军机群撤退。12日，兰斯代尔号离开船团返回瓦赫兰，随后护送3艘商船前往GUS 36船团。18日，她再次从瓦赫兰出发并于次日加入GUS 38船团，主要负责反潜工作。20日，船团在阿尔及利亚海域收到德国空军可能发动袭击的情报。
20日晚21时，3波合计18至24架德军轰炸机通过沿岸低空飞行规避雷达，在没有被护航船只发现的情况下飞抵船团上空。首轮9架Ju 88轰炸机从船团前方发动攻击，击沉萨米特号（SS Samite）和保罗·汉密尔顿号两艘自由轮，其中后者更是发生殉爆，造成580人阵亡。第二轮约7架战机自右舷方向发动突袭，又造成2艘商船受损。第三轮由约5架He 111轰炸机组成，自左舷方向袭来，兰斯代尔号即处于此次攻击范围内。

### 沉没

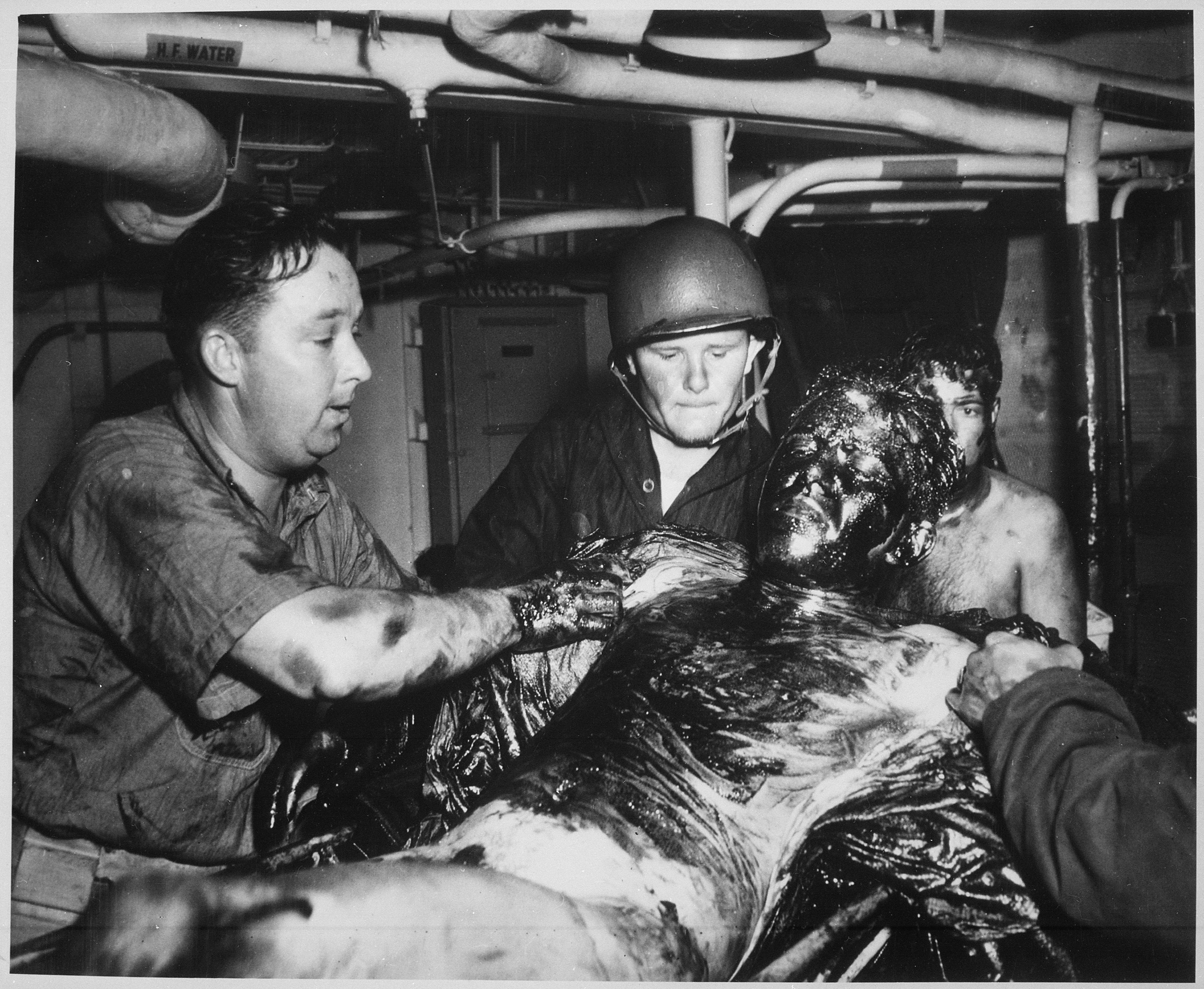
正在接受救助的兰斯代尔号幸存者

21时4分，兰斯代尔号两侧均出现敌机，在规避了2枚自左舷袭来的鱼雷后，舰上船员又使用防空火力击退5架右舷方向袭来的Ju 88轰炸机，并在它们掠过船只上空时击中其中一架。但与此同时，另一架敌机在右舷约600碼（550）处投下鱼雷，虽然该机随后被击落，其投下的鱼雷依然于21时6分命中兰斯代尔号前锅炉室，造成该处两侧船体严重破损，船体近乎折断。
险情发生后，兰斯代尔号迅速向左舷偏斜达到12度，舵机卡死在右侧22度处，整舰开始以13節（24每小時）速度顺时针绕圈行驶。21时12分，2架轰炸机再次向她发动攻击，分别向舯部和左舷船艏投下鱼雷但最终均没有命中。虽然舰只倾斜角度逐渐增大，舰上防空炮手依然击落了一架正在离开的敌机。21时20分，兰斯代尔号在船员的努力下终于恢复直线行驶，但倾斜角度仍在增加，2分钟后其倾角已达45度，船长D·M·斯威夫特少校下令弃船。弃船指令最先在船只前半部分执行，后半部分船员则在确保安全措施生效并看到舰艏已开始撤离后弃船，后锅炉室与引擎室船员在舱室进水后也完成了撤离。21时30分，兰斯代尔号倾角已达80度，船只开始折断，5分钟后，其彻底断为两半。船尾部分很快沉没，船艏部分也在20分钟后沉没，门杰斯号和纽厄尔号两艘护航驱逐舰随即展开营救。
救援工作从21时55分一直持续到次日凌晨3时30分，门杰斯号先后救起包括2名德军飞行员在内的115人，纽厄尔号也救起了包括斯威夫特船长在内的119人。最终，47名兰斯代尔号所属官兵在此次袭击中阵亡。

## 荣誉
兰斯代尔号在第二次世界大战中共获得4枚战斗之星：
| 战役或行动               | 日期（包含期间各任务段） |
| ------------------------ | ------------------------ |
| UC-1船团护航与反潜支援   | 1943年2月22日至24日      |
| 意大利西岸登陆支援       | 1944年1月22日至3月1日    |
| UGS-37船团护航与反潜支援 | 1944年4月11日至12日      |
| 法国南线攻势支援         | 1944年4月20日            |

## 参与护航行动列表
| 护航船队     | 日期                          | 附录                             | 来源   |
| ------------ | ----------------------------- | -------------------------------- | ------ |
| 第19特遣舰队 | 1941年7月1日至7日             | 英國入侵冰島后美国的军事部署行动 | [ 13 ] |
| ON 18        | 1941年9月24日至10月2日        | 美国参战前自冰岛至纽芬兰         | [ 14 ] |
| HX 154       | 1941年10月12日至19日          | 美国参战前自纽芬兰至冰岛         | [ 15 ] |
| ON 30        | 1941年11月2日至9日            | 美国参战前自冰岛至纽芬兰         | [ 14 ] |
| HX 162       | 1941年11月29日至12月7日       | 美国参战前自纽芬兰至冰岛         | [ 15 ] |
| AT 18        | 1942年8月6日至17日            | 自纽约至克莱德湾                 | [ 16 ] |
| UGF 2        | 1942年11月2日至18日           | 自切萨皮克湾至摩洛哥             | [ 5 ]  |
| GUS 2        | 1942年12月22日至1943年1月13日 | 自摩洛哥至切萨皮克湾             | [ 5 ]  |
| UC 1         | 1943年2月15日至3月6日         | 自利物浦至库拉索                 | [ 17 ] |
| CU 1         | 1943年3月20日至4月1日         | 自库拉索至利物浦                 | [ 18 ] |
| UC 2         | 1943年4月9日至23日            | 自利物浦至库拉索                 | [ 17 ] |
| CU 2         | 1943年5月21日至6月5日         | 自库拉索至利物浦                 | [ 18 ] |
| UC 3         | 1943年6月10日至26日           | 自利物浦至库拉索                 | [ 17 ] |
| CU 3         | 1943年7月11日至24日           | 自库拉索至克莱德湾               | [ 18 ] |
| UC 3A        | 1943年7月30日至8月10日        | 自利物浦至库拉索                 | [ 17 ] |
| CU 4         | 1943年8月26日至9月9日         | 自库拉索至利物浦                 | [ 18 ] |
| UC 4         | 1943年9月15日至27日           | 自利物浦至库拉索                 | [ 17 ] |
| UGS 37       | 1944年4月11日12日             |                                  | [ 5 ]  |
| GUS 36       | 1944年4月                     |                                  | [ 5 ]  |
| UGS 38       | 1944年4月19日至20日           | 期间被德国空军击沉               | [ 5 ]  |

## 历任舰长
| 姓名       | 译名                     | 军衔 | 任职时间                     |
| ---------- | ------------------------ | ---- | ---------------------------- |
|            | 约翰·戴尔·康纳           | 少校 | 1940年9月17日                |
|            | 尤金·菲尔德·麦克唐纳     | 少校 | 1942年2月13日                |
|            | 唐纳德·科德·瓦里安       | 少校 | 1942年7月5日                 |
|            | 小瓦莱丽·哈弗顿          | 少校 | 1942年9月16日                |
|            | 道格拉斯·麦基恩·斯威夫特 | 少校 | 1943年12月31日-1944年4月20日 |
| 参考文献： |                          |      |                              |